# Himertosoma betsileum
Himertosoma betsileum là một loài tò vò trong họ Ichneumonidae.